# 马凯尔
马凯尔，是西班牙安达卢西亚自治区阿尔梅里亚省的一个市镇。 总面积44km2, 总人口5814人（2001年），人口密度132人/km2。